# Bardi
Pour les articles homonymes, voir Famille Bardi, Caffè Bardi et Bardi (homonymie).
Pour les articles ayant des titres homophones, voir Bardy.
Bardi (en dialecte parmesan Bärdi) est une commune italienne d'environ 1 990 habitants située dans la province de Parme, dans la région Émilie-Romagne, dans le Nord-Est de l'Italie.
Elle comptait 10 344 habitants en 1911.

## Géographie
Bardi est située à 625 mètres d'altitude dans la haute vallée du Ceno, au point de confluence du torrent Ceno et du torrent Noveglia, à environ 60 km de Parme et 40 km de la sortie de Fornovo de l'autoroute A15.

## Histoire

### La commune

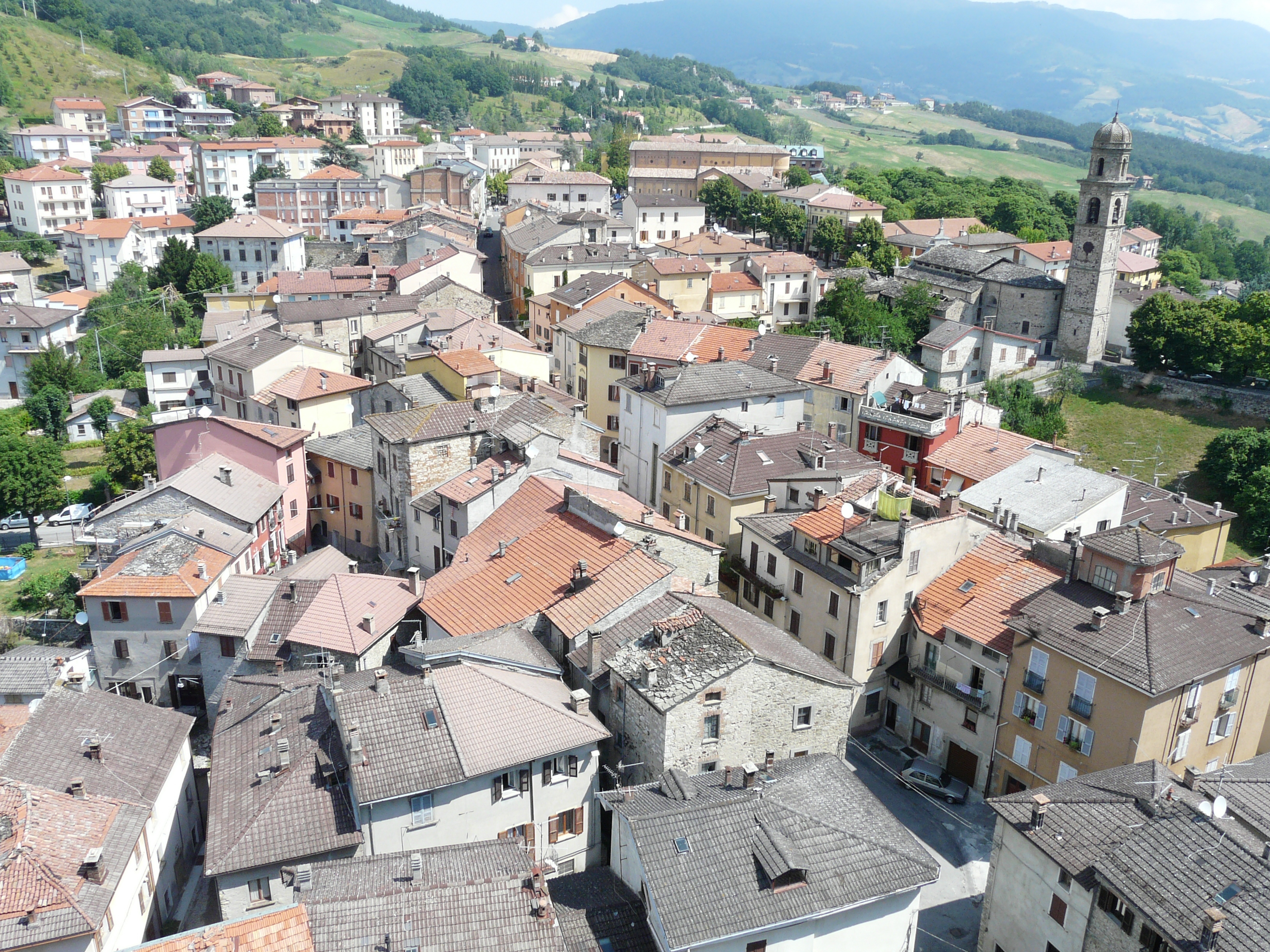
Panorama de Bardi.

#### La préhistoire
Les premières traces de présence humaine sur le territoire de Bardi remontent au Paléolithique supérieur/Paléolithique supérieur lorsque des groupes de chasseurs-cueilleurs fréquentent la région pour les fournitures de silex et de jaspe, des matières premières pour obtenir des outils de pierre pour la chasse, le traitement du cuir et de la collecte de produits sauvages.

#### La période romaine
Pour la période romaine il y a des signes d'une population clairsemée ; divers vestiges de fours et de bâtiments de cette époque ont été trouvés dans la commune.
Après plusieurs siècles[Combien ?], un groupe de guerriers libres arimanni lombards, installés dans les bois autour de la grande pierre sur laquelle le château va augmenter, probablement vers le VIIe siècle ; d'eux est nommé d'après le lieu, Silva Arimannorum, et le village d'en haut, Bardi.
Mais l'étymologie du nom est contestée. Bardi, selon la légende, dérive de Bardus ou Barrio, le dernier des éléphants suivants l'armée d'Hannibal qui mourut pendant le mois de mars à Rome. Dans sa mémoire, Hannibal aurait alors décidé de fonder une colonie.

#### Moyen Âge et Renaissance
En 1381, Gian Galeazzo Visconti reconnu la primauté de la Landi qui a obtenu en 1415 une autonomie complète. Le château, conçu à l'origine comme une garnison militaire, a ensuite été étendu et modifié pour convenir à la fonction de la capitale d'un petit état libre étendu bien dans la haute Val Ceno et Val Taro (correspondant aux municipalités de Albareto Bardi Bedonia, Borgotaro, Compiano, Tornolo et Varsi). En 1429, Filippo Maria Visconti conquis le château, plus tard confié au chef de la fortune Niccolò Piccinino qui le garde de 1438 à 1448. En 1448, retour de la Famille Landi. En 1551, l'empereur Charles V construit la querelle au marquis Landi et a obtenu le droit de battre monnaie.

### La forteresse
La forteresse de Bardi est un imposant bâtiment du complexe architectural élargie à plusieurs reprises, adapter aux luttes qui ont longtemps divisé les seigneurs du lieu, les Landi, les ducs de Parme.
La forteresse a été fondée à la fin du IXe siècle pour protéger la population contre les invasions hongroises et au XVIe siècle, lorsque Landi sont privés de leurs résidences à Piacenza, le château est devenu un manoir.
Bardi reste la seule et magnifique résidence du souverain, administre un état de montagne, en essayant de résister à la politique centralisatrice du duc de Parme. L'histoire ultérieure, une fois éteinte la dynastie des Landi, est celle d'un territoire qui, finalement acheté par le Farnese, ducs de Parme, de plus en plus périphérique. L'autonomie des seigneurs féodaux et les familles de l'aristocratie locale, qui avait fondé sa fortune sur le contrôle des points de passage et les vallées des Apennins, est moins en leur pouvoir et est perdu aussi le centre stratégique de la montagne. En 1862, elle devient une prison militaire, puis en 1868, elle a été vendue à l'administration municipale. Au XXe siècle, le château abrite la mairie et en elle, un peu moins qu'il y a trente ans, à l'initiative du Centre d'étude de la vallée du Ceno, était la maison du Musée des civilisations Valligiana.

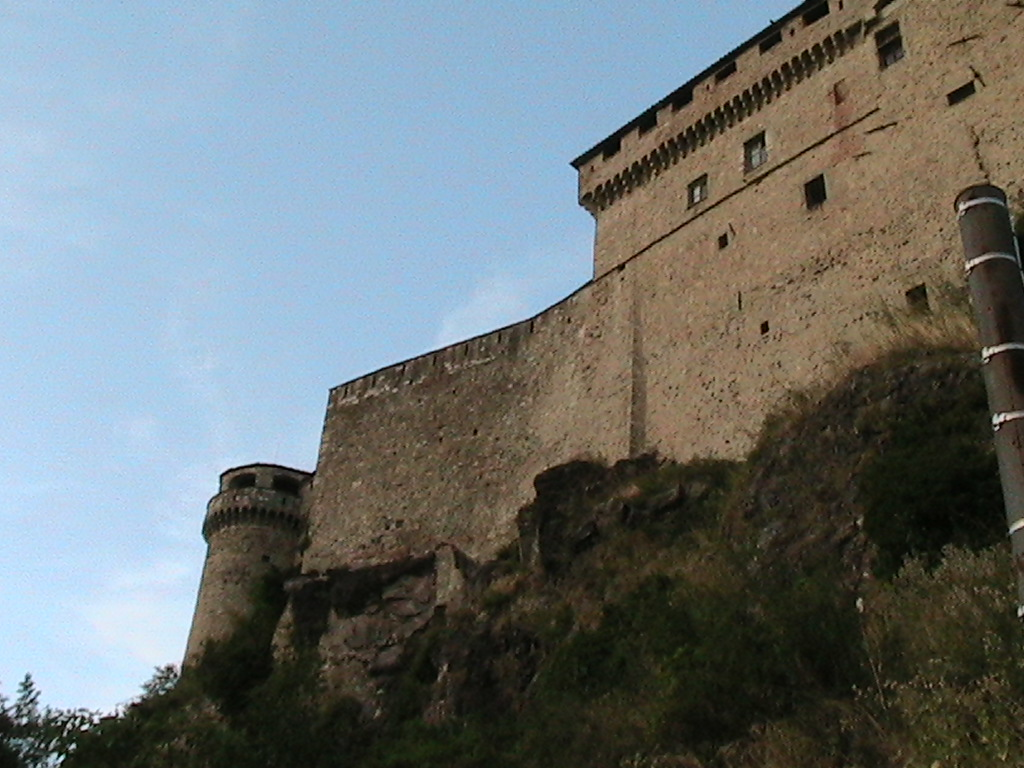

Un lien particulier existe depuis plus d'un siècle entre Bardi et Paris. L'entretien des chaudières des grands édifices, églises, administrations, hôtels, etc. a été confié exclusivement à des hommes originaires de Bardi. Luigi Crescini et son frère Giuseppe Crescini, tous deux bardezans, ont été "scaldini" caldo (chaud en italien) à la fin du XIXe siècle. Ces Messieurs avaient l'habitude de se retrouver après le travail, au café "LE BALLI DE SUFFREN" avenue de Suffren à Paris. Le patron, Aveyronnais, a été reçu à Bardi.

## Culture

### Produits typiques
La terre de Bardi est située dans une région aux nombreuses spécialités gastronomiques. En plus de champignons, truffes, charcuterie, fromages et autres spécialités typiques des domaines de l'Apennin, elle offre quelques particularités comme le cochon noir et le sanglier, qui sont tirés des plats succulents.

### Personnalités
- Ubertino Landi (v. 1220-v. 1298), condottiere, y constitua son fief
- Giuseppe Bertucci, patriote, photographe, né à Bardi en 1844 et mort à Vérone en 1926.
- Le Cardinal Antonio Samorè (1905-1983)
- Vito Fumagalli (1938-1997) professeur d'histoire médiévale de la faculté de lettres et de philosophie de l'université de Bologne et député de la République italienne.
- Franck Berni inventeur de l'Happy Hour dans sa chaîne de restaurants britannique.
- Le capitaine Pietro Cella (1851-1896), tombé à Adoua.
- Le cycliste Jules Rossi (1914-1968) vainqueur d'une Paris-Roubaix et d'une Paris-Tours.

## Administration
| Période                                  | Période  | Identité             | Étiquette | Qualité |
| ---------------------------------------- | -------- | -------------------- | --------- | ------- |
| 1945                                     | 1951     | Pietro ROFFI         |           |         |
| 1951                                     | 1956     | Giovanni MAZZADI     |           |         |
| 1956                                     | 1964     | Dorino MARGARITELLI  |           |         |
| 1964                                     | 1975     | Giuseppe LEPORATI    |           |         |
| 1975                                     | 1990     | Luigi PELIZZA        |           |         |
| 1990                                     | 1993     | Gian Carlo ERIDANO   |           |         |
| 1995                                     | 1999     | Carlo Pio MARZANI    |           |         |
| 1999                                     | 2004     | Bruno BERNI          |           |         |
| 2004                                     | 2009     | Pietro TAMBINI       |           |         |
| 2009                                     | 2014     | Giuseppe CONTI       |           |         |
| 2014                                     | En cours | Valentina PONTREMOLI |           |         |
| Les données manquantes sont à compléter. |          |                      |           |         |

### Hameaux
Assirati, Bazzini, Bergazzi, Berlini, Bertonazzi, Boccolo, Bosini, Bre, Brugnoli, Caberra, Cacrovoli, Caneto, Cantiga, Caprile, Carpana, Casanova, Case Ini, Case Soprane, Cavallare, Cerreto, Chiesabianca, Cogno, Credarola, Cogno Grezzo, Comune Soprano, Costa, Cremadasca, Diamanti, Dorbora, Faccini, Faggio, Fantoni, Ferrari, Filippini, Franchini, Frassineto, Gabriellini, Gazzo, Geminiano, Granelli, Granere, Gravago, Grezzo, Lezzara, Lobbie, Moglie, Monastero, Noveglia, Osacca, Panigaro, Pareto, Piana Gazzo, Pianelletto, Pieve, Pione, Ponteceno di sopra, Romei, Roncole, Rossi, Rugarlo, Saliceto, Santa Giustina, Segarati, Sidolo, Tanugola, Taverna, Tiglio, Vicanini, Vischetto di Là, Vosina

### Communes limitrophes
Bedonia, Bore, Borgo Val di Taro, Compiano, Farini, Ferriere, Morfasso, Valmozzola, Varsi.

## Poney Bardigiano
Bardi a donné son nom à une race équine : le bardigiano, un poney de selle et de trait italien de taille moyenne, sélectionné comme monture de guerre dès le Moyen Âge.